# Mega Man Battle Network (serie)
Mega Man Battle Network es una saga de videojuegos predominante en el género de "rol de acción de datos" (híbrido entre los géneros de acción y táctico de los Videojuegos de rol, con elementos de "colección de cartas") desarrollada y distribuida por Capcom como una saga derivada de la franquicia Mega Man. Debutando en 2001 con su primer videojuego para Game Boy Advance, toma lugar en una continuidad alternativa donde la informática y las redes fueron el foco principal del avance tecnológico en lugar de la robótica. En total cuenta con seis entregas principales (de las cuales hay dos versiones alternas desde la tercera entrega) y varias entregas derivadas.

## Sinopsis
En el año 20XX, la tecnología ha avanzado a un nuevo nivel. Ahora la mayoría de la gente posee un [P.E.T.] (abreviatura de PErsonal Terminal), un aparato que contiene Correo electrónico y teléfono móvil, además de un ser cibernético con vida propia, llamado Navi. Para proteger la red, algunas personas, el protagonista incluido, utilizan Battle Chips, unas tarjetas que otorgan habilidades a los Navis.
El protagonista es Lan Hikari, junto con su navi MegaMan.EXE. Combaten a Nébula, a WWW, entre otros malvados grupos que pretenden conquistar la red.

## Jugabilidad

### Conceptos básicos
Los juegos principales de la saga son en esencia videojuegos de rol japonés, razón por la que su estética es similar a las animaciones japonesas (Anime). Los juegos siguen más o menos la misma estructura de un J-rol, cómo que el jugador deba interactuar con personajes no jugables (PNJs) para conseguir objetos y o resolver acertijos para avanzar en la trama, completar escenarios siguiendo más o menos la lógica de las "mazmorras" comunes en el género, luchar contra múltiples enemigos, aumentar las estadísticas del personaje y etc.
A diferencia de los RPGs tradicionales, no es necesario "subir de nivel" a MegaMan para adquirir nuevas habilidades o técnicas, puesto que estas principalmente se encuentran en los Battle Chips que se irán adquiriendo conforme se avance en el juego, ya sea eliminando Virus o NetNavis, ganándole a otros jugadores, explorando el mundo, comprandolos e incluso intercambiando con PNJs u otros jugadores. Cómo tal no existen los clásicos "puntos de experiencia", por lo que no hay que preocuparse por ganar todos los combates, aunque de todas formas el jugador tendrá que "grindear" en muchas ocasiones ya que se necesita "Zennys" para comprar potenciadores (ya sea de Puntos de Salud o "HP", las estadísticas del MegaBuster, y demás habilidades presentes a partir de la tercera entrega) a MegaMan o algún Battle Chip Raro.
Los juegos principales de la saga por lo general dividen su historia o "arcos" en 8 capítulos que finalizan con un jefe, generalmente un NetNavi antagonista (el único juego principal que no sigue del todo esta estructura es la cuarta entrega). También hay jefes secundarios en algunos capítulos y algunos extra en el Post-Game. Es posibe volver a enfrentar a los jefes principales (los llamados datos fantasmas o Ghost Navis) en lugares determinados de la Net, siendo versiones más fuertes de los mismos.

### Mapa
El jugador tiene dos mundos que explorar, el mundo material o real donde se tomá el control de Lan Hikari y el cibermundo en el que se controla a MegaMan.EXE. Inicialmente se tomará el control de Lan en el mundo real, en el que normalmente no habrá ningún tipo de combate, a menos que se interactue con algún PNJ que rete al jugador a una NetBattle. El principal objetivo dentro del mundo material es el de conectar a MegaMan.EXE a la Net, aunque igualmente es importante para avanzar en la trama, conseguir algunos objetos necesarios y descubrir algunos acertijos.
Para acceder al cibermundo se necesita conectar a MegaMan a la Net, para ello se debe buscar algún puerto de conexión desde el mundo real (al interactuar con ciertos artefactos se le dice al jugador que se puede conectar a él) y presionar el gatillo derecho (por defecto).
Dentro del cibermundo se pueden encontrar distintos PNJs cómo NetNavis y Mr. Progs con los que interactuar, también se encuentran "Datos Misteriosos" que recompensan al jugador con Zennys o Battle Chips, además de encuentros aleatorios con virus de todo tipo. Existen 3 tipos de redes dentro del cibermundo, la principal que conforma las áreas de la "Net" de las distintas regiones cómo DenCity las cuáles están interconectadas entre sí; las "Computadoras" que son las redes exclusivas de algún aparato u artefacto, estas se clasifican en 2 tipos, las "genéricas" que tienen el mismo diseño en casi todos los artefactos, y las "mazmorras" que tienen un diseño único, ya que en estas se enfrentará al jefe de turno; y las "Páginas de Inicio" o HP (Home Pages) de los ordenadores o servidores que permiten acceder a la Net, Lan posee una en su computadora pero también puede ingresar a la Net desde HPs de otros personajes siempre y cuándo tenga el código de acceso, acceder a las HPs de otros personajes puede servir de atajo para ciertas partes de la Net desde luego.

### Sistema de combate
El sistema de combate es el elemento más único de la saga, siendo una especie de híbrido de los RPGs "tácticos", los de "acción en tiempo real" y los de "turnos". Al comenzar un combate, se generará un campo de batalla con recuadros (conocidos como paneles,) en los que se podrán desplazar los personajes. El Campo de Batalla se divide en 2 partes, el área del jugador y el área del enemigo, contando inicialmente con un área de 3x3 paneles (9), sin embargo se puede robar temporalmente el área del oponente usando los Battle Chips "AreaGrab".
Al comenzar un combate aparecerá una interfaz llamada "Pantalla de Custom", en la que el jugador contará con una cantidad determinada de ranuras que le permiten seleccionar algún Battle Chip que tenga equipado en su Carpeta. El combate empieza en tiempo real tras enviarle a MegaMan los Chips que se utilizarán en ese "Turno", por ende cada vez que se entre y salga de la Pantalla de Custom pasa un "turno". Durante los combates en tiempo real, habrá una barra en la parte superior de la pantalla que se irá cargando durante la acción; es conocida como "Barra de Custom", la cual le permite al jugador regresar a la Pantalla de Custom para seleccionar Battle Chips en el siguiente turno. Por cada "turno" hay un límite de envío de 5 Battle Chips como máximo, sin embargo se debe procurar que los Chips tengan el mismo código o que sean copias del mismo independientemente de su código.
Sobre los combates, hay dos botones de acción: el del "Buster" (que en la GBA era el botón B) con el que MegaMan podrá disparar su Buster en cualquier momento del combate y el botón del "Battle Chip" (que era el botón A) con el que MegaMan podrá usar los Battle Chips enviados en ese turno. Con los gatillos se puede ingresar a la Pantalla de Custom una vez cargada su Barra homónima.
Al ganar un combate, generalmente aparecerá una "ventana de resultados" que mostrará el desempeño del jugador en el combate. En ella se puede observar el "Tiempo de Eliminación" (Delete Time) y el "Nivel de Eliminación" (Busting Lv). El Nivel o Rango de eliminación dependera de distintos factores (como recibir o no daño, eliminar 2 virus o más al mismo tiempo o etc), pero principalmente del Tiempo de Eliminación. Dependiendo del Rango, el jugador obtendrá alguna recompensa como Zennys o algún Battle Chip. Los rangos se clasifican de 1 al 10, habiendo uno superior al 10 el cual es el Rango S.

### Nota
Hay una gran cantidad de habilidades y técnicas que varían en cada entrega, incluso algunas mecánicas, por lo que es casi imposible hablar de todas ellas en un solo artículo, razón por la que se abordaron únicamente los conceptos más básicos de los juegos principales, por lo tanto se recomienda revisar los artículos de cada entrega y sus guías para buscar información más avanzada y específica. Sobre los títulos Spin-off, nuevamente se recomienda darle un vistazo a sus artículos para información de su jugabilidad.

## Videojuegos

### Principales

#### Mega Man Battle Network
El videojuego que introduce el mundo y las bases de la saga (motivo por el que es considerablemente el más tosco de la misma). Poseía un sistema de "niveles" que aumentaba cada que MegaMan instalase datos potenciadores (PowerUp) en las estadísticas de su buster y datos de memoria de puntos de salud (HP Memories) que aumentan sus PS base. El cibermundo principal tiene un solo diseño para todas las áreas del internet (que posteriormente sólo es llamada "Net"), lo que cambia a partir de su secuela.
Su trama gira en torno a la vida cotidiana de Lan y sus cercanos, la cual se ve afectada por el ciberterrorismo perpetrado por el sindicato criminal World Three (abreviado WWW). El líder de la WWW, el Dr. Wily, es un enemigo jurado de la familia Hikari, ya que el proyecto de en ese entonces su compañero y rival, el Dr. Hikari, fue promovido por el gobierno, descartando el proyecto de robótica que él propuso. Esto genera un resentimiento en Wily a largo plazo, anhelando destruir el legado de Hikari y consolidar su venganza. La WWW esta orquestando un ataque masivo denominado "EndGame", con el que Wily pretende disparar un cohete y destruir el legado de Hikari. Para ello, necesita que sus esbirros consigan los super programas elementales dispersos por las redes, con el fin de generar un poderoso virus denominado "Life Virus". Al verse envueltos en los ataques de la WWW, Lan y MegaMan terminan combatiendo contra ellos.

#### Mega Man Battle Network 2
Entre muchos ajustes, introduce una nueva mecánica de trasformaciones denominada Style Change. 

#### Mega Man Battle Network 3
Este juego define casi en su totalidad la fórmula de los juegos con la adición del Navi Customizer (remplazando el sistema de PowerUps que permaneció hasta su antecesor), la clasificación de Battle Chips por rangos, y el hecho de coexistir dos versiones con ligeras diferencias, similar a la fórmula de Pokémon). 

## Otros medios

### Anime
Poco después del lanzamiento de los primeros dos videojuegos de la saga, Capcom encargó al estudio Xebec realizar una serie animada basada en la saga, surgiendo así en el 2002, el anime de Rockman EXE. Aunque adapta elementos de los videojuegos y la premisa es casi la misma, su trama y demás difiere de los estos. La serie tuvo el suficiente éxito para tener 4 series-secuelas (Axess, Stream, Beast y Beast+) y una película titulada Rockman EXE: Hikari to Yami no Program (derivada de Stream).
Entre el año 2004 a 2005, Viz media (en ese entonces conocida como ShoPro) se encargó de la localización en inglés de la serie, titulándola MegaMan NT Warrior en Estados Unidos, Canadá y Australia, aunque solo se llegó a localizar hasta la segunda serie MegaMan NT Warrior Axess. Esta versión aparte de localizar los términos y nombres (algunos coincidiendo con las localizaciones de los videojuegos y otros no), se adaptó más al público americano y recibió cierta censura. La primera serie fue dividida en dos "temporadas", similar al caso de la primera serie en Japón, la cual se divide argumentalmente en dos "áreas". Sin embargo, el orden de los episodios difería inicialmente de la serie original, habiendo episodios de la "segunda área" en la "primer temporada de NT Warrior" y viceversa.
Además, la serie fue doblada y distribuida en varios países en base al MegaMan NT Warrior de ShoPro. En España, se dobló y distribuyó las dos series de "NT Warrior", mientras que en los países hispanoamericanos sólo se llegó a doblar y distribuir la primera serie.

### Manga
A consecuencia del éxito de las producciones anteriores, se realizó un manga titulado Rockman.EXE basado en la saga, escrito e ilustrado por Ryo Takamisaki. Fue publicado en la revista mensual de demografía kodomo "CoroCoro Comic" entre los años 2001 a 2006 llegando a publicar 13 volúmenes. En Estados Unidos fue publicado por VIZ Media bajo el título de MegaMan NT Warrior entre los años 2004 a 2008. También el manga fue publicado en Brasil por la editorial Conrad en los años 2005 a 2006, pero fue cancelado a los 6 volúmenes. La localización del manga usa los términos y nombres establecidos en el anime MegaMan NT Warrior.
Otro manga titulado Battle History Rockman.EXE (バトルストーリーロックマンエグゼ) escrito por Jun Kejima e ilustrado por Miho Asada fue publicado en las revistas Shogaku Ninensei, Shogaku Sannensei y Shogaku Yonensei entre 2002 a 2004, años en los que también se recopiló en cuatro volúmenes tankōbon. Para occidente únicamente fue publicado en Francia por la editorial Korokawa Books, siendo localizado como Battle History MegaMan NT Warrior.